# Lussemburgo ai Giochi olimpici
Il Lussemburgo ha partecipato per la prima volta ufficialmente ai Giochi olimpici estivi nel 1912; la sua prima partecipazione ai Giochi invernali è stata nel 1928. I suoi atleti hanno vinto quattro medaglie, due delle quali ai Giochi estivi e due nelle edizioni invernali.
Nel 1900, l'atleta lussemburghese Michel Théato vinse la maratona; tuttavia questo è stato creduto francese fino alla fine del ventesimo secolo, e il CIO assegna ancora la medaglia alla Francia.
Il Comitato Olimpico e Sportivo Lussemburghese è stato fondato e riconosciuto dal CIO nel 1912.

## Medagliere storico

### Giochi estivi
| Giochi                 | Oro              | Argento          | Bronzo           | Totale           |
| ---------------------- | ---------------- | ---------------- | ---------------- | ---------------- |
| Parigi 1900            | 0                | 0                | 0                | 0                |
| Saint Louis 1904       | non partecipante | non partecipante | non partecipante | non partecipante |
| Londra 1908            | non partecipante | non partecipante | non partecipante | non partecipante |
| Stoccolma 1912         | 0                | 0                | 0                | 0                |
| Anversa 1920           | 0                | 1                | 0                | 1                |
| Parigi 1924            | 0                | 0                | 0                | 0                |
| Amsterdam 1928         | 0                | 0                | 0                | 0                |
| Los Angeles 1932       | non partecipante | non partecipante | non partecipante | non partecipante |
| Berlino 1936           | 0                | 0                | 0                | 0                |
| Londra 1948            | 0                | 0                | 0                | 0                |
| Helsinki 1952          | 1                | 0                | 0                | 1                |
| Melbourne 1956         | 0                | 0                | 0                | 0                |
| Roma 1960              | 0                | 0                | 0                | 0                |
| Tokyo 1964             | 0                | 0                | 0                | 0                |
| Città del Messico 1968 | 0                | 0                | 0                | 0                |
| Monaco 1972            | 0                | 0                | 0                | 0                |
| 1976 Montreal          | 0                | 0                | 0                | 0                |
| Mosca 1980             | 0                | 0                | 0                | 0                |
| Los Angeles 1984       | 0                | 0                | 0                | 0                |
| Seoul 1988             | 0                | 0                | 0                | 0                |
| Barcellona 1992        | 0                | 0                | 0                | 0                |
| Atlanta 1996           | 0                | 0                | 0                | 0                |
| Sydney 2000            | 0                | 0                | 0                | 0                |
| Atene 2004             | 0                | 0                | 0                | 0                |
| Pechino 2008           | 0                | 0                | 0                | 0                |
| Londra 2012            | 0                | 0                | 0                | 0                |
| Rio 2016               | 0                | 0                | 0                | 0                |
| Tokyo 2020             | 0                | 0                | 0                | 0                |
| Parigi 2024            | 0                | 0                | 0                | 0                |
| Totale                 | 1                | 1                | 0                | 2                |

### Giochi invernali
| Giochi                      | Oro              | Argento          | Bronzo           | Totale           |
| --------------------------- | ---------------- | ---------------- | ---------------- | ---------------- |
| St. Moritz 1928             | 0                | 0                | 0                | 0                |
| Lake Placid 1932            | non partecipante | non partecipante | non partecipante | non partecipante |
| Garmisch-Partenkirchen 1936 | 0                | 0                | 0                | 0                |
| St. Moritz 1948             | non partecipante | non partecipante | non partecipante | non partecipante |
| Oslo 1952                   | non partecipante | non partecipante | non partecipante | non partecipante |
| Cortina d'Ampezzo 1956      | non partecipante | non partecipante | non partecipante | non partecipante |
| Squaw Valley 1960           | non partecipante | non partecipante | non partecipante | non partecipante |
| Innsbruck 1964              | non partecipante | non partecipante | non partecipante | non partecipante |
| Grenoble 1968               | non partecipante | non partecipante | non partecipante | non partecipante |
| Sapporo 1972                | non partecipante | non partecipante | non partecipante | non partecipante |
| Innsbruck 1976              | non partecipante | non partecipante | non partecipante | non partecipante |
| Lake Placid 1980            | non partecipante | non partecipante | non partecipante | non partecipante |
| Sarajevo 1984               | non partecipante | non partecipante | non partecipante | non partecipante |
| Calgary 1988                | 0                | 0                | 0                | 0                |
| Albertville 1992            | 0                | 2                | 0                | 2                |
| Lillehammer 1994            | 0                | 0                | 0                | 0                |
| Nagano 1998                 | 0                | 0                | 0                | 0                |
| Salt Lake City 2002         | non partecipante | non partecipante | non partecipante | non partecipante |
| Torino 2006                 | 0                | 0                | 0                | 0                |
| Vancouver 2010              | non partecipante | non partecipante | non partecipante | non partecipante |
| Soči 2014                   | 0                | 0                | 0                | 0                |
| Pyeongchang 2018            | 0                | 0                | 0                | 0                |
| Pechino 2022                | 0                | 0                | 0                | 0                |
| Totale                      | 0                | 2                | 0                | 2                |

## Medagliere per sport
| Sport             | Oro | Argento | Bronzo | Totale |
| ----------------- | --- | ------- | ------ | ------ |
| Atletica          | 1   | 0       | 0      | 1      |
| Sci alpino        | 0   | 2       | 0      | 2      |
| Sollevamento pesi | 0   | 1       | 0      | 1      |

## Medagliati
| Medaglia | Atleta          | Edizione         | Sport             | Evento                           |
| -------- | --------------- | ---------------- | ----------------- | -------------------------------- |
| Argento  | Joseph Alzin    | Anversa 1920     | Sollevamento pesi | Pesi massimi (oltre gli 82,5 kg) |
| Oro      | Joseph Barthel  | Helsinki 1952    | Atletica leggera  | 1500 m maschili                  |
| Argento  | Marc Girardelli | Albertville 1992 | Sci alpino        | Supergigante maschile            |
| Argento  | Marc Girardelli | Albertville 1992 | Sci alpino        | Gigante maschile                 |